# Guettarda lindeniana
Guettarda lindeniana är en måreväxtart som beskrevs av Achille Richard. Guettarda lindeniana ingår i släktet Guettarda och familjen måreväxter. Inga underarter finns listade i Catalogue of Life.